# ハンス・ブルクマイアー
ハンス・ブルクマイアー（父）（Hans Burgkmair der Ältere, 1473年 - 1531年）は、ドイツの画家、版画家。

## 生涯
ブルクマイアーはアウクスブルクに画家トマス・ブルクマイアーの子として生まれた。ちなみに、ブルクマイアーの同名の息子も画家である（Hans Burgkmair dem Jüngere、1500年 - 1562年）。1488年、コルマールでマルティン・ショーンガウアーの弟子となるが、ブルクマイアーが通常の修行期間を終える前にションガウアーが亡くなってしまった（1491年）。その後、アウクスブルクで仕事をし、1498年には親方となり自分の工房を開いた。1507年にはイタリアを訪れ、そのスタイルに影響を受けた。
ホルスタインはブルクマイアーの手になる木版画が全部で834、そのほとんどは本の挿絵で、そうでないものは100ちょっとしかない、とした。その中でとくに優れたものは構成が際だっていて、完全にとはいかないまでもイタリア・ルネサンスのスタイルとブルクマイアーの根底にあるドイツのスタイルがブレンドされている。1508年頃からは神聖ローマ皇帝マクシミリアン1世のために木版画制作に多くの時間を費やし、それは皇帝の亡くなる1519年まで続いた。『マクシミリアン1世の凱旋』と題された135の木版画のほぼ半分は人物を画面いっぱいに描いていて、高い評価を受けた。他には『Weißkunig』と『Theuerdank』の挿絵のほとんどを手掛けた。
ブルクマイアーはキアロスクーロ版画の発明者としても重要な人物である。1508年に最初に1つのトーンブロック（色版）を使った。『"死"に驚く恋人たち』（1510年）では3つの版木を用いた。ラインブロック（線描画の主版）では満足な仕上がりにならなかったので、最初に色のみで印刷するように設計した。ハンス・バルドゥングやルーカス・クラナッハによる以降のキアロスクーロ版画ではラインブロックも使われるようになった。
ブルクマイアーは成功した画家で、アウクスブルク市民や皇帝の宮廷のメンバーのために宗教画も制作した。それらの多くはミュンヘンやウィーンなどのギャラリーにある。肖像画は宗教画より現代的な感覚のものである。
ブルクマイアーは1531年にアウクスブルクで亡くなった。

## ギャラリー

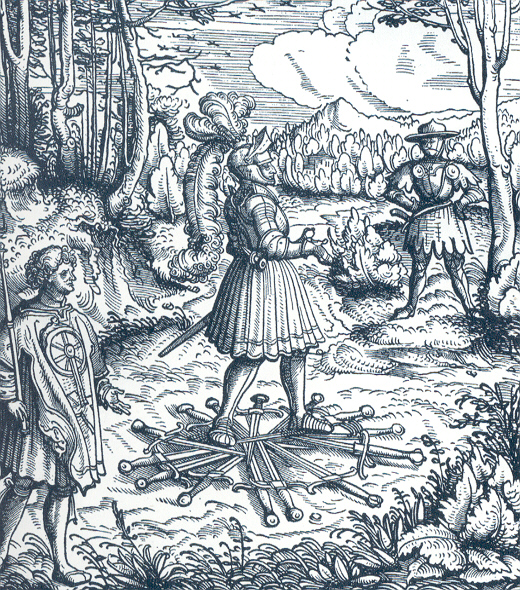
ブルクマイアー画の『Theuerdank』の挿絵
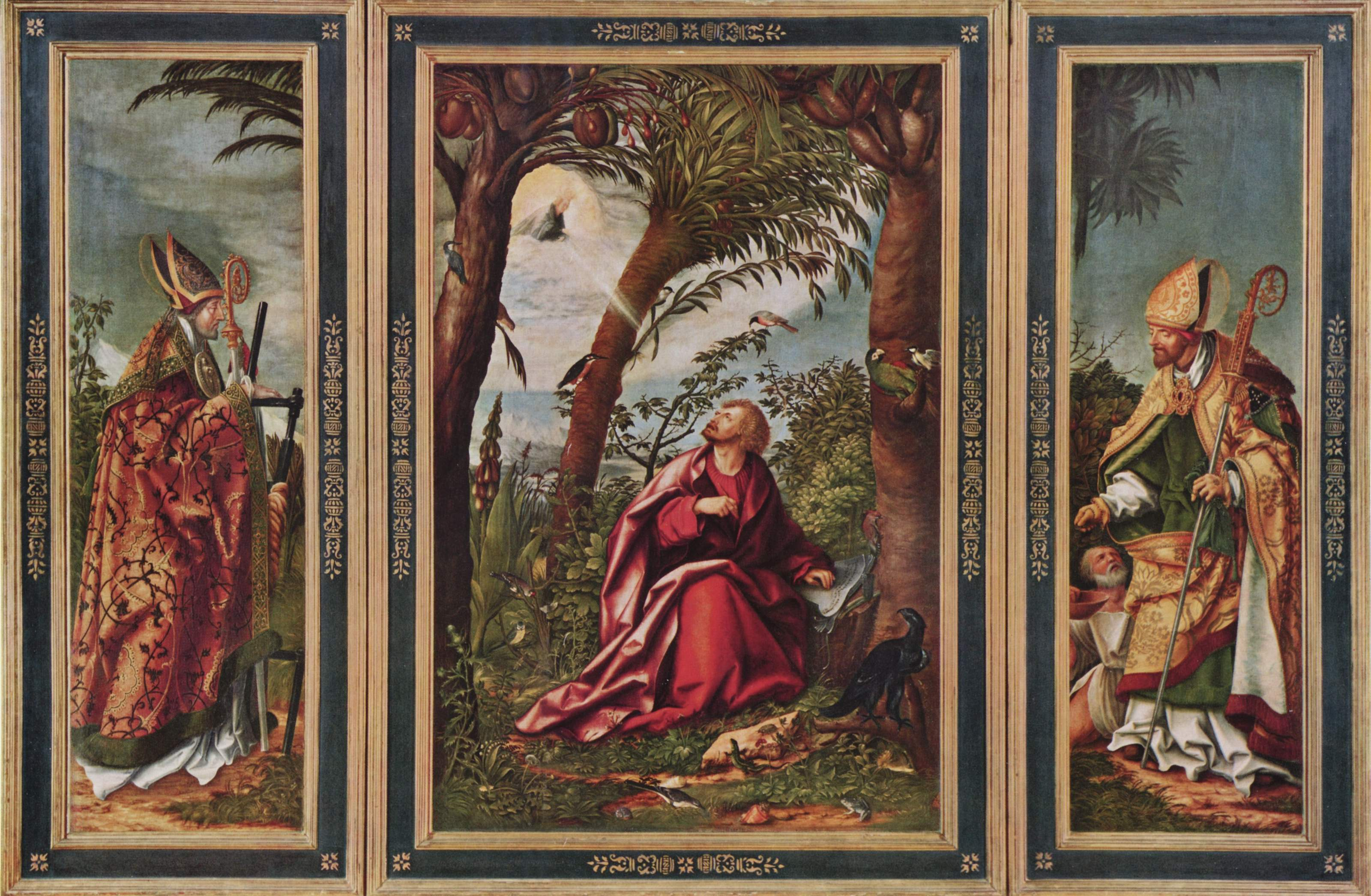
ブルクマイアー画の祭壇画
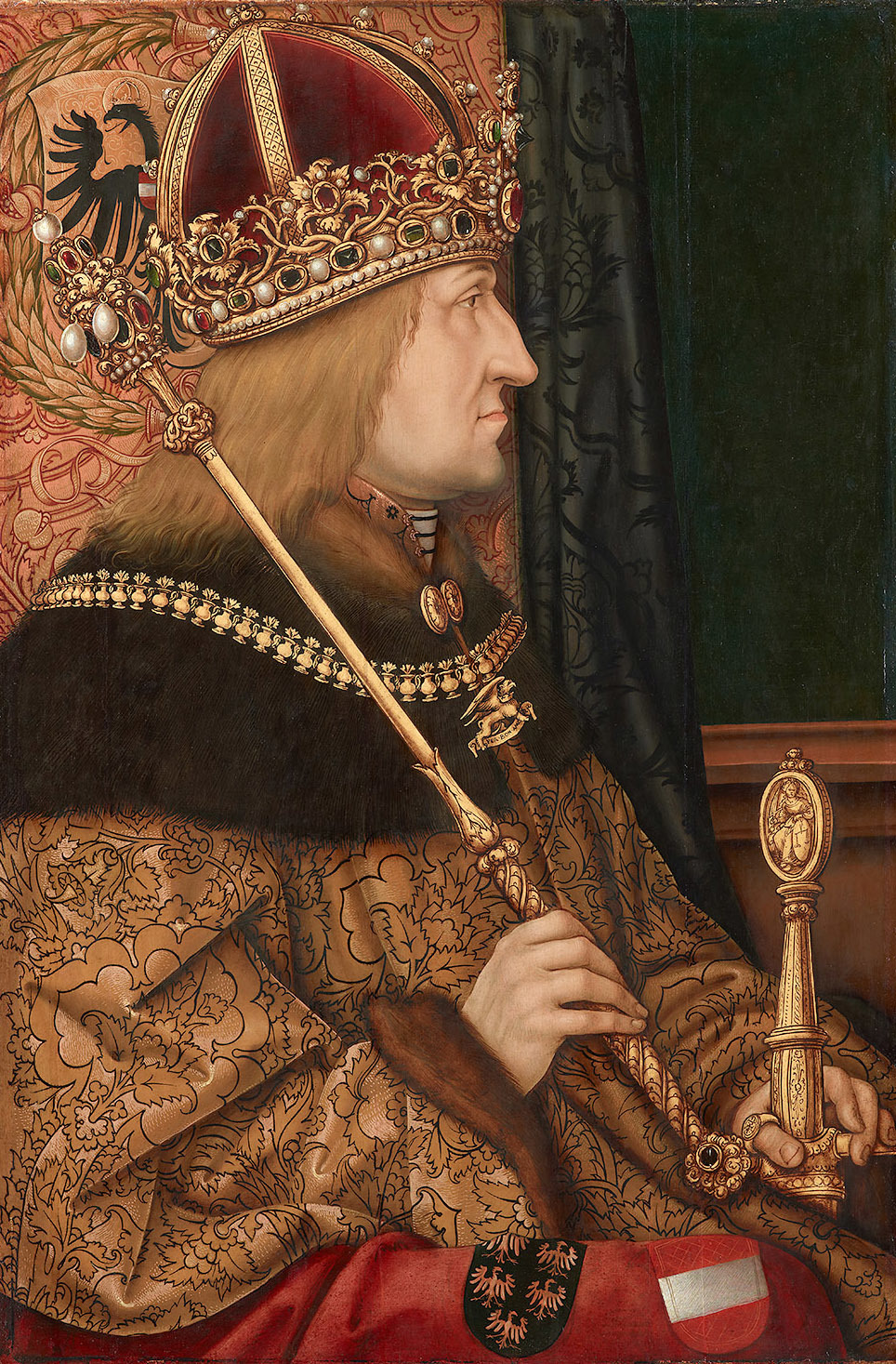
『フリードリヒ3世の肖像』